# Метс, Надежда Андреевна
Наде́жда Андре́евна Метс (5 июля 1936 — 20 августа 2015) — российский русист-методист. 

## Биография
Окончила Московский государственный университет имени М. В. Ломоносова. С 1960 по 1985 годы работала в МГУ, с 1985 года работает в Государственном институте русского языка имени А. С. Пушкина. Занимала должности декана факультета повышения квалификации, заведующего кафедры теории и практики преподавания РКИ. В последние годы — профессор этой кафедры. Кандидат педагогических наук.
В сферу научных интересов входят: лингвистика текста; функционально-семантические исследования единиц языка; форма и содержание повышения квалификации преподавателей русского языка как неродного и иностранного.

## Научные труды
Автор, соавтор и редактор 65 научных и методических публикаций, в том числе «Учебника по русскому языку для зарубежных преподавателей-русистов» (1980), книг «Структура научного текста и обучение монологической речи» (1980), «Трудные аспекты русской грамматики для иностранцев» (2010), пособия «Грамматика в тренировочных заданиях» (2010) и других изданий.

## Награды и звания
- Ветеран труда. 1985.
- Почётный работник высшего профессионального образования Российской Федерации. 2006.
- Медаль «225 лет МГУ». 1980.
- Медаль «За отличные успехи в работе». 1983.
- «Золотая медаль польского высшего образования». 1985.